# Armand Tallier
Pour les articles homonymes, voir Tallier.
Armand Urbain Édouard Espitallier, dit Armand Tallier, est un acteur français né à Marseille le 6 août 1887 et mort à Paris le 1er mars 1958.

## Biographie
Acteur au théâtre et au cinéma au cours de la période du muet, Armand Tallier crée le Studio des Ursulines avec Laurence Myrga, à Paris en 1925, afin d'assurer la diffusion des films d'avant-garde : la première séance a lieu en janvier 1926.

## Filmographie partielle
- 1915 : L'Heure du rêve de Léonce Perret
- 1916 : Un mariage de raison de Louis Feuillade : Jean Févrière
- 1917 : Mater dolorosa d'Abel Gance : Claude Berliac
- 1917 : Les feuilles tombent de Georges Monca : Georges La Marre
- 1917 : La Vénus d'Arles de Georges Denola
- 1917 : La Comtesse de Somerive de Georges Denola et Jean Kemm : Kerdren
- 1917 : L'Esclave de Phidias de Léonce Perret et Louis Feuillade
- 1918 : Les Travailleurs de la mer d'André Antoine : Ebenezer
- 1918 : Marion de Lorme d'Henry Krauss : Gaspard de Saverny
- 1919 : Âmes d'Orient de Léon Poirier : Jean Troyon
- 1919 : Le Bercail de Marcel L'Herbier
- 1920 : Le Penseur de Léon Poirier : Jean Kardec
- 1921 : Mathias Sandorf de Henri Fescourt : Pierre Bathory
- 1922 : Jocelyn de Léon Poirier : Jocelyn
- 1925 : La Chaussée des géants de Robert Boudrioz et Jean Durand : François Gérard
- 1925 : La Brière de Léon Poirier : Jannin
- 1926 : Le Soleil de minuit de Richard Garrick et Jean Legrand : André Varennes

## Hommage
- Prix Armand-Tallier